# العلاقات الغابونية الغواتيمالية
العلاقات الغابونية الغواتيمالية هي العلاقات الثنائية التي تجمع بين الغابون وغواتيمالا.

## مقارنة بين البلدين
هذه مقارنة عامة ومرجعية للدولتين:
| وجه المقارنة                                              | الغابون                        | غواتيمالا       |
| --------------------------------------------------------- | ------------------------------ | --------------- |
| المساحة (كم2)                                             | 267.67 ألف                     | 108.89 ألف      |
| عدد السكان (نسمة)                                         | 2.03 مليون                     | 17.26 مليون     |
| الكثافة السكانية (ن./كم²)                                 | 7.58                           | 158.51          |
| العاصمة                                                   | ليبرفيل                        | غواتيمالا       |
| اللغة الرسمية                                             | لغة فرنسية                     | اللغة الإسبانية |
| العملة                                                    | فرنك وسط أفريقي                | كتزال غواتيمالي |
| الناتج المحلي الإجمالي (بليون دولار)                      | 14.62 مليار                    | 75.62 مليار     |
| الناتج المحلي الإجمالي (تعادل القوة الشرائية) بليون دولار | 34.65 مليار                    | 126.21 مليار    |
| الناتج المحلي الإجمالي الاسمي للفرد دولار أمريكي          | 8.27 ألف                       | 3.90 ألف        |
| الناتج المحلي الإجمالي للفرد دولار أمريكي                 | 19.43 ألف                      | 7.45 ألف        |
| مؤشر التنمية البشرية                                      | 0.684                          | 0.627           |
| رمز المكالمات الدولي                                      | +241                           | +502            |
| رمز الإنترنت                                              | .ga                            | .gt             |
| المنطقة الزمنية                                           | ت ع م+01:00، توقيت غرب أفريقيا | 00              |

## منظمات دولية مشتركة
يشترك البلدان في عضوية مجموعة من المنظمات الدولية، منها:
| علم المنظمة | اسم المنظمة                               | تاريخ انضمام الغابون | تاريخ انضمام غواتيمالا |
| ----------- | ----------------------------------------- | -------------------- | ---------------------- |
|             | يونسكو                                    | 16 نوفمبر 1960       | 2 يناير 1950           |
|             | مؤسسة التمويل الدولية                     | 20 أكتوبر 1970       | 20 يوليو 1956          |
|             | المركز الدولي لتسوية المنازعات الاستشارية | 14 أكتوبر 1966       | 20 فبراير 2003         |
|             | منظمة حظر الأسلحة الكيميائية              | ?                    | ?                      |
|             | مؤسسة التنمية الدولية                     | 4 نوفمبر 1963        | 27 أبريل 1961          |
|             | منظمة التجارة العالمية                    | ?                    | ?                      |
|             | وكالة ضمان الاستثمار متعدد الأطراف        | 26 مارس 2003         | 11 يوليو 1996          |
|             | الاتحاد البريدي العالمي                   | ?                    | ?                      |
|             | الاتحاد الدولي للاتصالات                  | 28 ديسمبر 1960       | 10 يوليو 1914          |
|             | منظمة الشرطة الجنائية الدولية             | ?                    | ?                      |
|             | الأمم المتحدة                             | 20 سبتمبر 1960       | 21 نوفمبر 1945         |
|             | البنك الدولي للإنشاء والتعمير             | 10 سبتمبر 1963       | 28 ديسمبر 1945         |

## وصلات خارجية
- موقع وزارة الخارجية الغواتيمالية